# Lambertella corni-maris
Lambertella corni-maris är en svampart som beskrevs av Höhn. 1918. Lambertella corni-maris ingår i släktet Lambertella och familjen Rutstroemiaceae.   Inga underarter finns listade i Catalogue of Life.